# Шаррашбергайм-Ирмстет
Шаррашбергайм-Ирмстет (фр. Scharrachbergheim-Irmstett) — коммуна на северо-востоке Франции в регионе Гранд-Эст (бывший Эльзас — Шампань — Арденны — Лотарингия), департамент Нижний Рейн, округ Мольсем, кантон Мольсем. До марта 2015 года коммуна административно входила в состав упразднённого кантона Васлон (округ Мольсем).
Площадь коммуны — 3,22 км², население — 1085 человек (2006) с тенденцией к росту: 1166 человек (2013), плотность населения — 362,1 чел/км².

## Население
Население коммуны в 2011 году составляло 1177 человек, в 2012 году — 1154 человека, а в 2013-м — 1166 человек.
| 1962 | 1968 | 1975 | 1982 | 1990 | 1999 | 2006 | 2008 | 2011 | 2012 | 2013 |
| ---- | ---- | ---- | ---- | ---- | ---- | ---- | ---- | ---- | ---- | ---- |
| 506  | 539  | 632  | 854  | 1001 | 992  | 1085 | 1119 | 1177 | 1154 | 1166 |

Динамика населения:

## Экономика
В 2010 году из 840 человек трудоспособного возраста (от 15 до 64 лет) 632 были экономически активными, 208 — неактивными (показатель активности 75,2 %, в 1999 году — 74,6 %). Из 632 активных трудоспособных жителей работали 585 человек (301 мужчина и 284 женщины), 47 числились безработными (19 мужчин и 28 женщин). Среди 208 трудоспособных неактивных граждан 73 были учениками либо студентами, 91 — пенсионерами, а ещё 44 — были неактивны в силу других причин.

## Достопримечательности (фотогалерея)

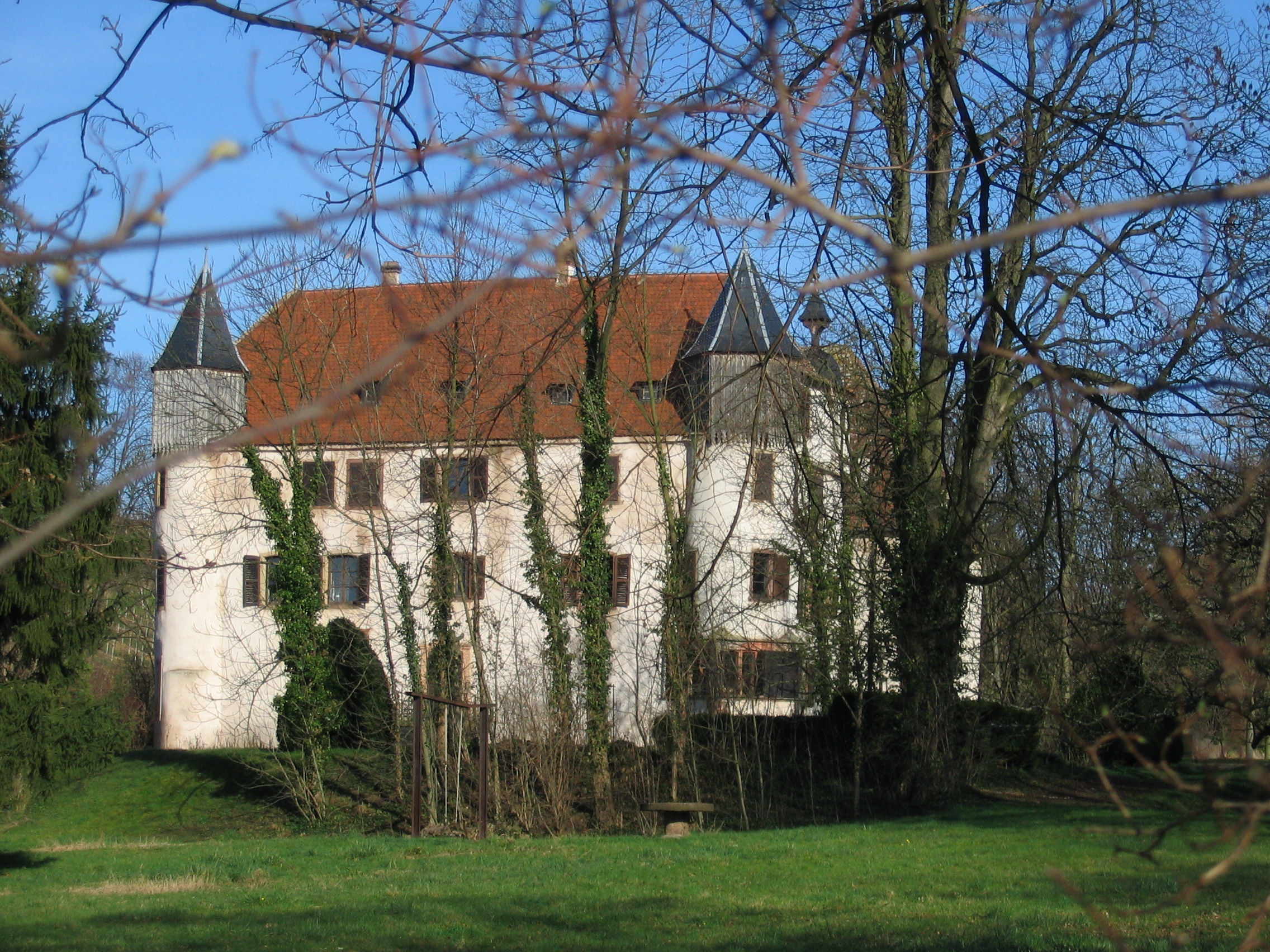
Шато
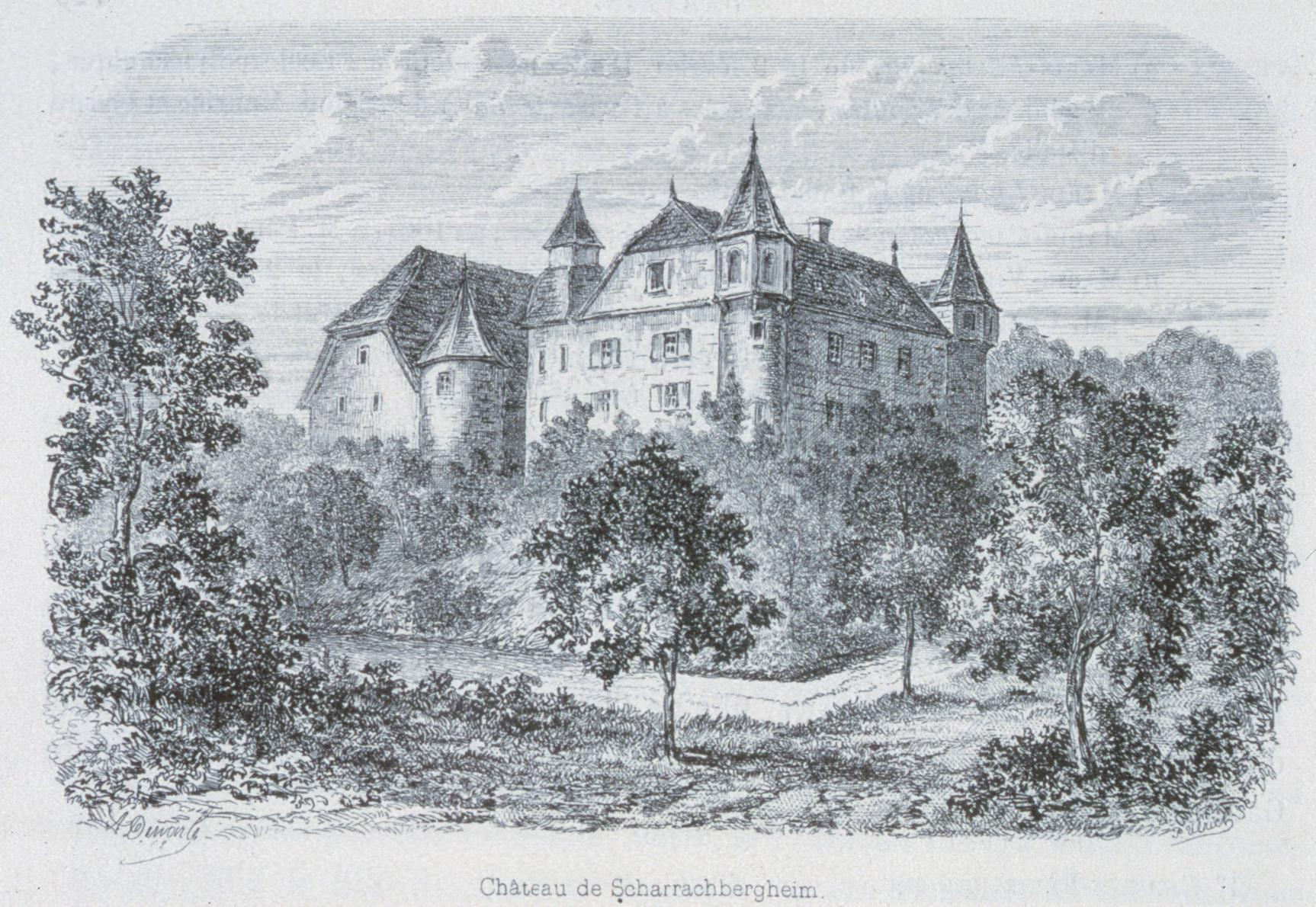
Шато (гравюра)
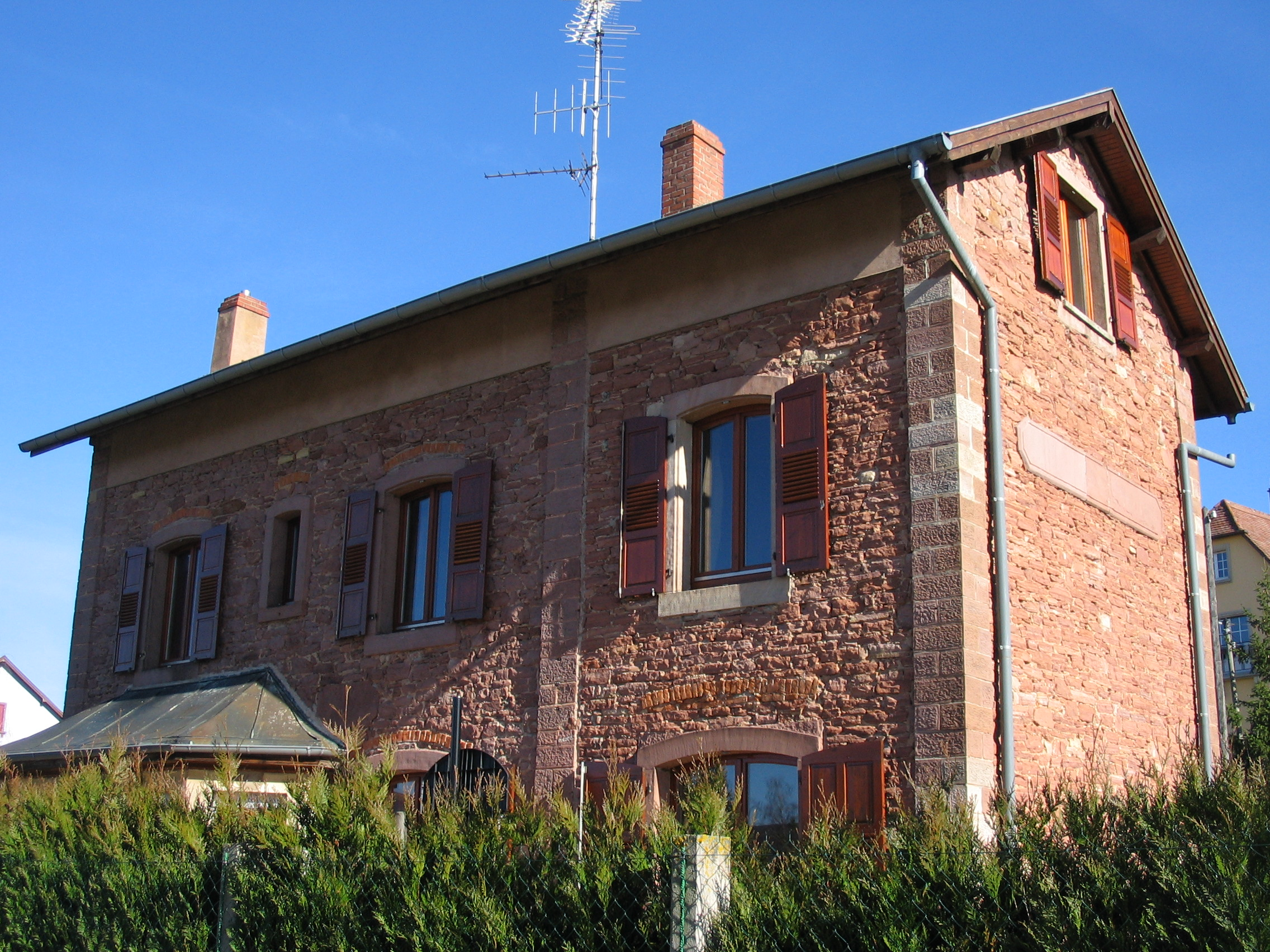
Здание старого вокзала
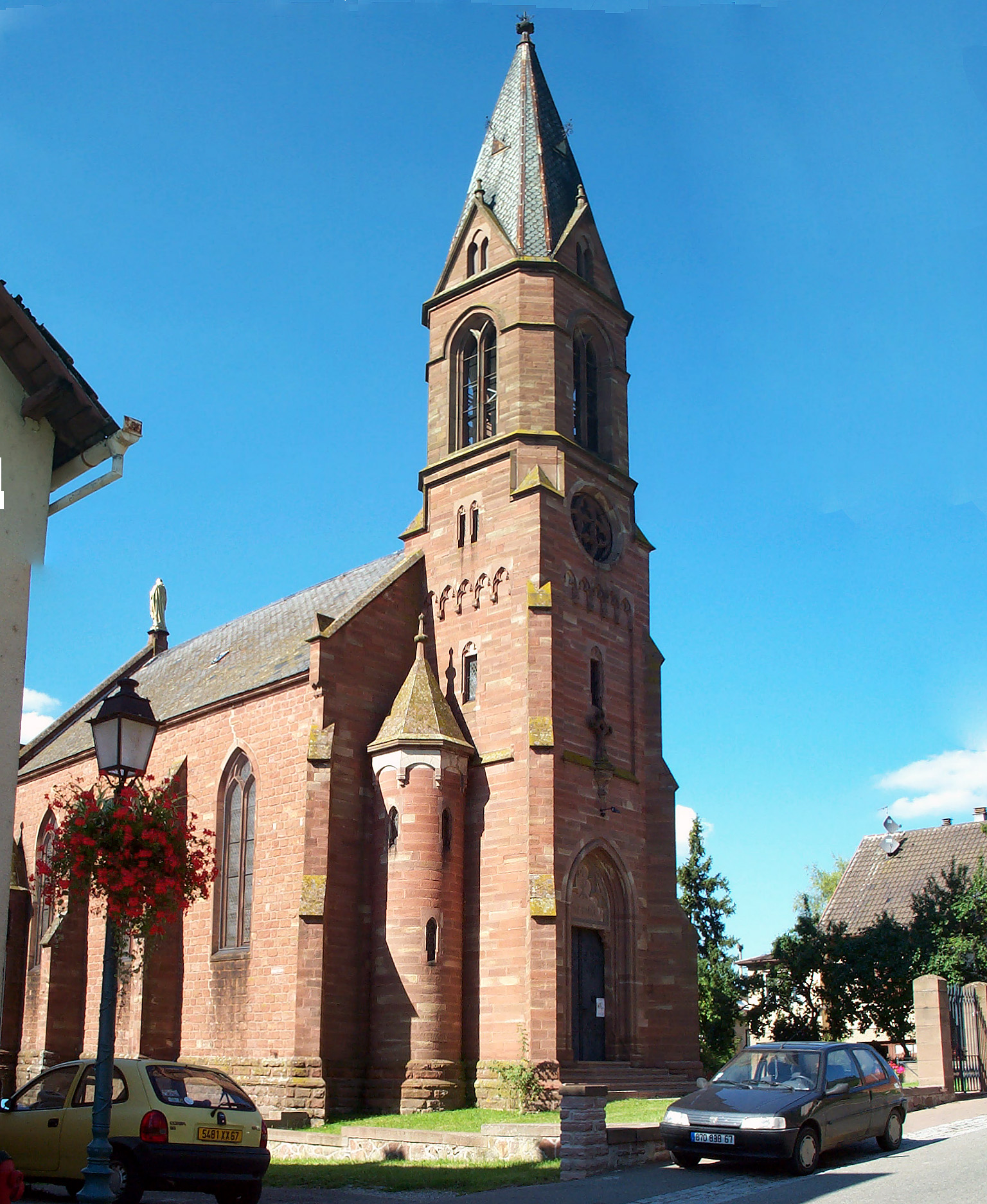
Католическая церковь святого Иоанна Крестителя
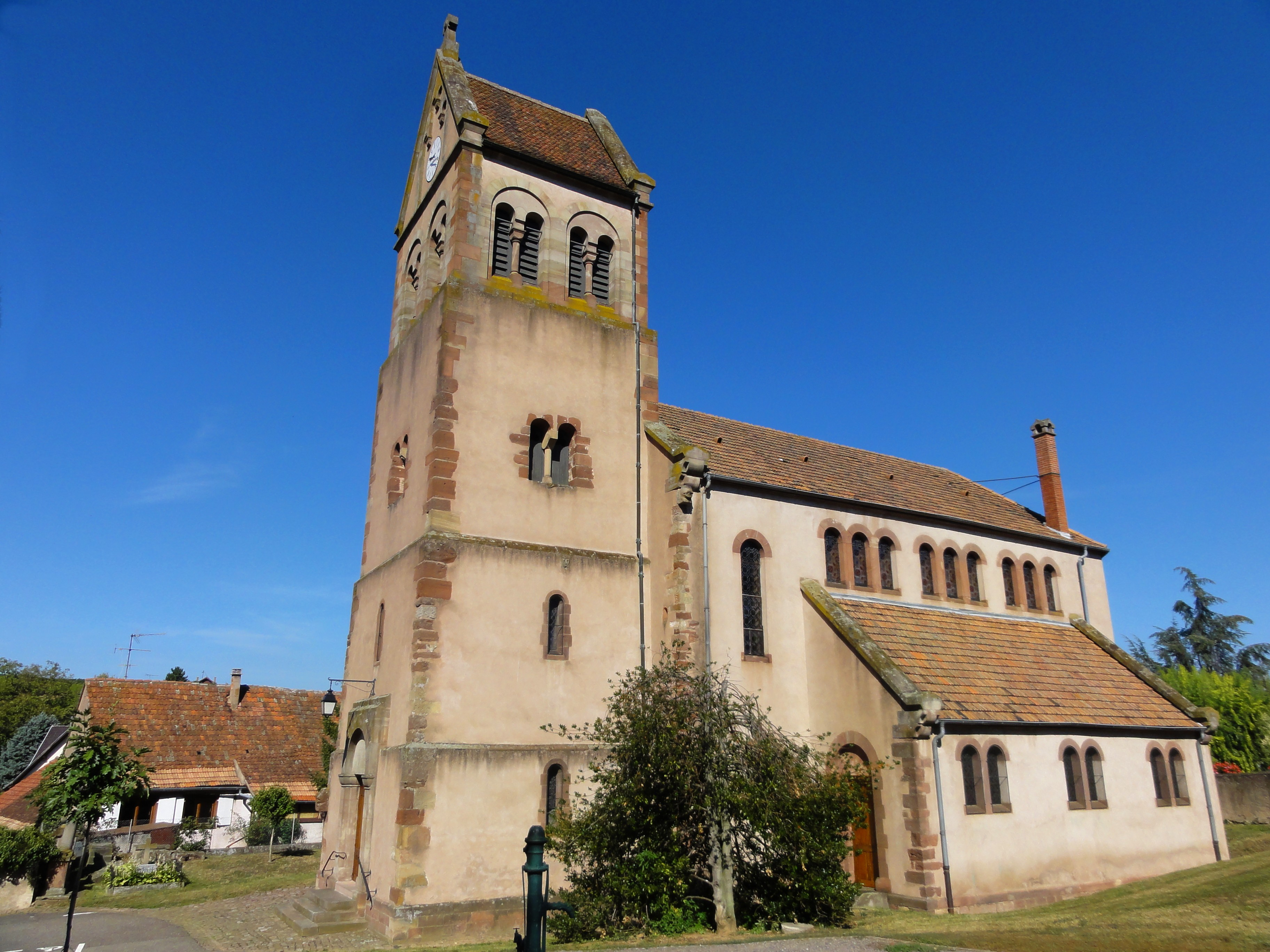
Протестантская церковь
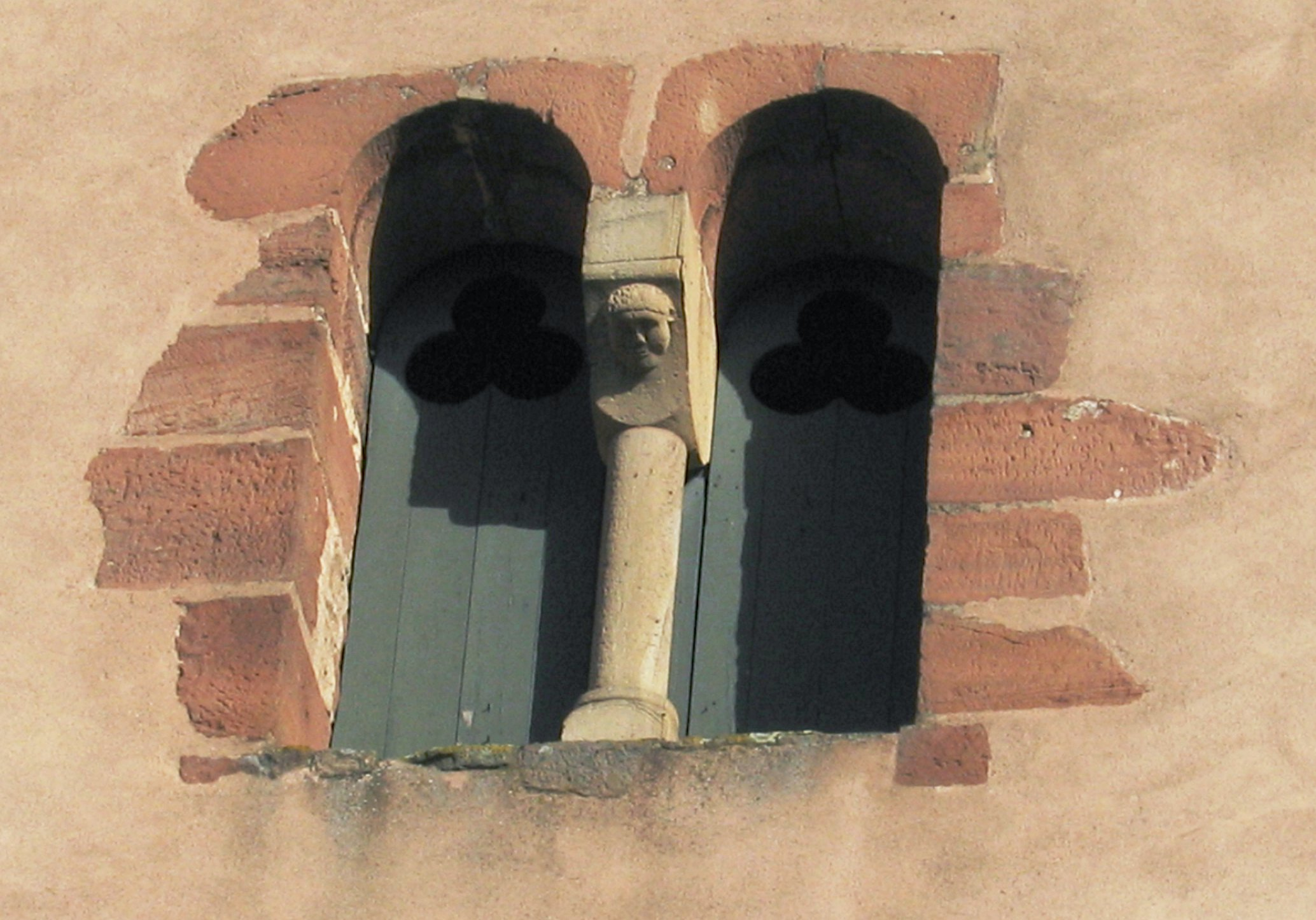
Фрагмент фасада
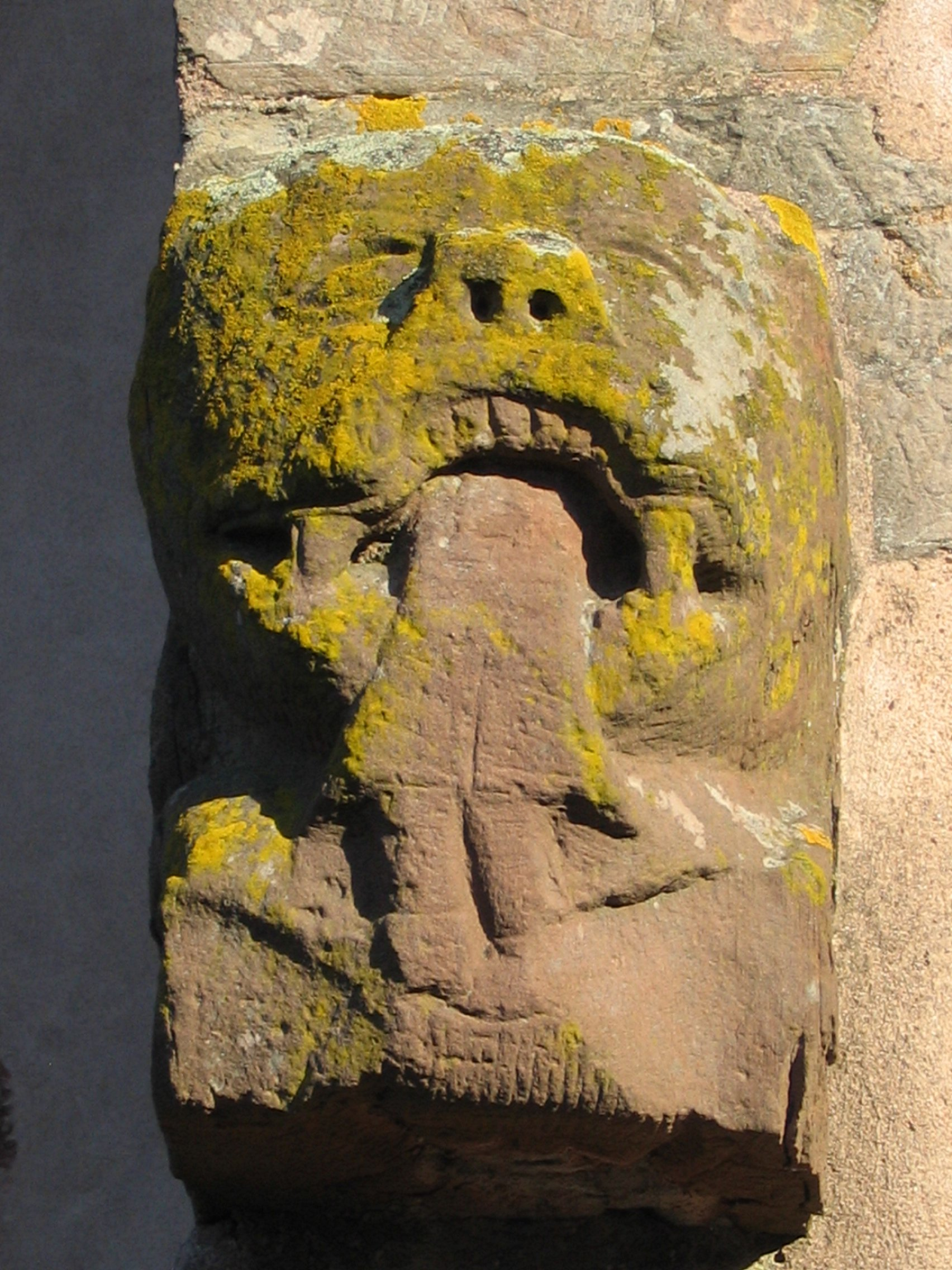
Деталь фасада